# Michalis Setatos
Michalis Setatos, griechisch Μιχάλης Σετάτος (* 1929 in Thessaloniki; † 3. Juli 2017 ebenda) war ein griechischer Sprachwissenschaftler und Professor für Sprachwissenschaft an der Universität Thessaloniki. 

## Leben
Nach dem Besuch der Versuchsschule der Universität Thessaloniki, die er 1947 abschloss, studierte er an der Philosophischen Fakultät der dortigen Universität, wo er 1951 das Diplom (πτυχίο) erwarb. Lehrer waren in dieser Zeit unter anderem Nikolaos P. Andriotis, Ioannis Th. Kakridis, Emmanuel Kriaras und Linos Politis. Von 1959 bis 1965 verbrachte er ein Postgraduiertenstudium in Paris. In den frühen 1960er Jahren lehrte er außerdem Neugriechisch an der Universität Strasbourg. Seine sprachwissenschaftlichen Studien vertiefte er in dieser Zeit vor allem bei Émile Benveniste, Pierre Chantraine und Michel Lejeune. 1965 kehrte er nach Thessaloniki zurück. Dort verfasste er seine Dissertation Τα ετυμολογικά σημασιολογικά ζεύγη λόγιων και δημοτικών λέξεων της κοινής νέας ελληνικής („Die etymologisch verwandten semasiologischen Paare gelehrter und demotischer Wörter im modernen Standardgriechischen“), mit der er 1969 bei Nikolaos P. Andriotis promoviert wurde. Zugleich arbeitete er bei der Erstellung des Ετυμολογικό λεξικό της κοινής νεοελληνικής („Etymologisches Wörterbuch des modernen Standardgriechischen“, herausgegeben vom Institut für neugriechische Studien, 1967) mit. 1970 wurde er Professor für Sprachwissenschaft an der Universität Thessaloniki, eine Stelle, die 1975 entfristet wurde. Er gehörte 44 Jahre lang dem Leitungsgremium des dortigen Instituts für neugriechische Studien (Stiftung Manolis Triandaphyllidis (΄Ιδρυμα Μανόλη Τριανταφυλλίδη)) an. Emeritiert wurde er 1995.

## Schriften (Auswahl)
Ein vollständiges Schriftenverzeichnis findet sich in Ellinika 67, 2018, S. 251–265 und online.
- 1969: Tα ετυμολογικά σημασιολογικά ζεύγη λόγιων και δημοτικών λέξεων της κοινής νεοελληνικής. Dissertation Universität Thessaloniki
- 1969: Phonological problems of Modern Greek Koine. Thessaloniki.
- 1969: Ελληνοϊνδικά μελετήματα. Konstandinidis, Thessaloniki.
- 1974: Φωνολογία της κοινής νεοελληνικής. Papazisis, Athen.